# أوغست فون ماكنسن
أنطون لودفيغ فريدريش أوغست فون ماكينسن (بالألمانية: August von Mackensen) (1849 - 1945)م هو ضابط ألماني برتبة فيلد مارشال  حقق نجاحًا كبيرًا خلال الحرب العالمية الأولى وأصبح أحد أبرز القادة العسكريين الأكفاء في القيصرية الألمانية .

## إعتقاله
بعد الهدنة (عام 1918م)، تم اعتقال ماكينسن لمدة عام. تقاعد من الجيش في عام 1920

### دوره في دولة بروسيا
أصبح عضوًا في مجلس الدولة البروسية عام 1933م من قبل هيرمان غورينغ خلال حقبة الحكم النازي، ظل ماكينسن ملكًا ملتزمًا وأحيانًا ظهر في وظائف رسمية بزيه الرسمي في الحرب العالمية الأولى

#### الولاء لألمانيا النازية
تم تعليقه من عدم الولاء للرايخ الثالث ، رغم أنه لم يثبت أي شيء ضده.

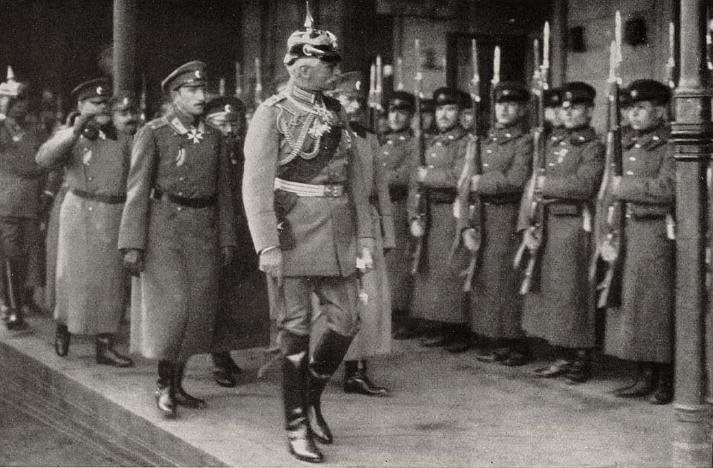
ماكينسن يتفقد قوات الجيش البلغاري ويتبعه بوريس الثالث ملك بلغاريا عام 1916م

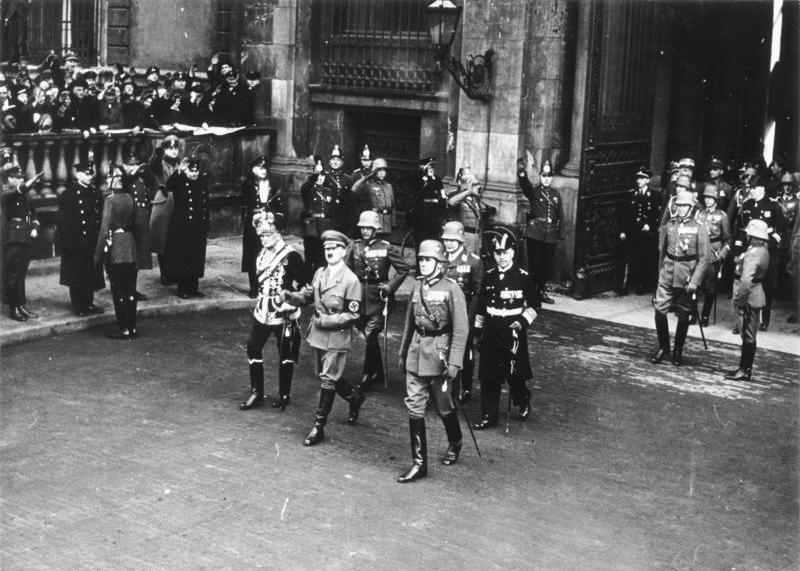
ماكينسن وهتلر عام 1935م اثناء يوم الشهداء في برلين

## روابط خارجية
- أوغست فون ماكنسن على موقع IMDb (الإنجليزية)
- أوغست فون ماكنسن على موقع الموسوعة البريطانية (الإنجليزية)
- أوغست فون ماكنسن على موقع مونزينجر (الألمانية)